# Associazione Calcio Legnano 2004-2005
Questa pagina raccoglie le informazioni riguardanti l'Associazione Calcio Legnano nelle competizioni ufficiali della stagione 2004-2005.

## Stagione

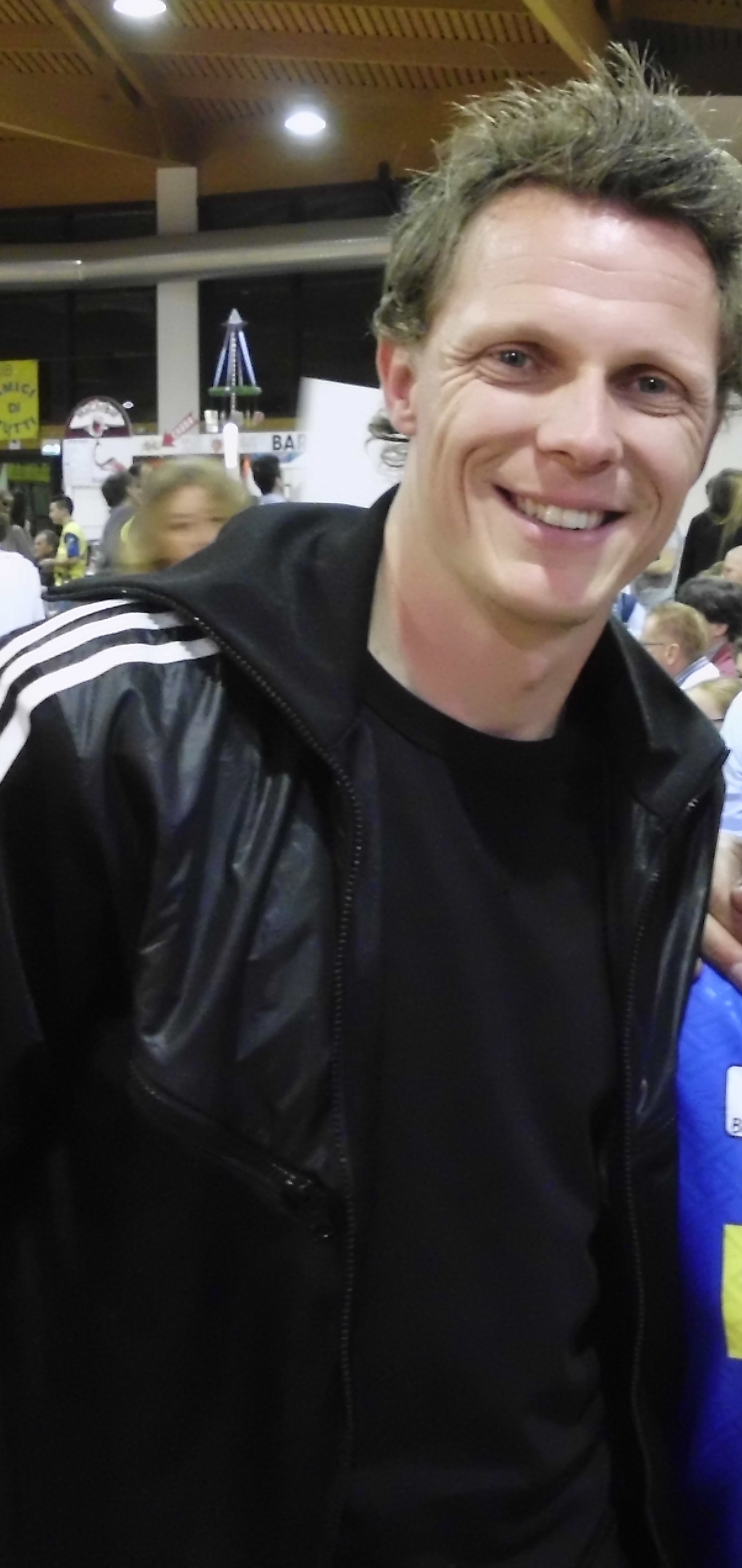
Nicolas Frey, al Legnano dal 2004 al 2005

Puntando alla promozione in Serie C1, viene approntata una campagna acquisti all'altezza dell'obiettivo: tra gli arrivi, quello più importante è quello del difensore Nicolas Frey, che sarà poi la rivelazione della stagione. Sulla panchina lilla viene confermato Stefano Di Chiara, che era subentrato a campionato in corso durante la stagione precedente.
Nella stagione 2004-2005 il Legnano disputa il girone A del campionato di Serie C2, piazzandosi in settima posizione con 50 punti in classifica. Il torneo viene vinto con 56 punti dalla Pro Sesto, che ottiene la promozione diretta in Serie C1, mentre la seconda promossa è il Pizzighettone, che vince invece i play-off. L'andamento del campionato è mediocre, perlomeno rispetto alle aspettative iniziali. Per tale motivo la panchina del Legnano subisce due cambi: a Stefano Di Chiara succede Arcangelo Sciannimanico, che è a sua volta esonerato e sostituito da Giancarlo Oddi. Invece, in Coppa Italia Serie C, il Legnano giunge terzo nel girone B, risultato che non gli consente di passare al turno successivo.

## Divise e sponsor
| Casa |

## Organigramma societario
Area direttiva
- Presidente: Antonio Di Bari

Area tecnica
- Allenatore: Stefano Di Chiara, a seguire Arcangelo Sciannimanico, poi Giancarlo Oddi

## Rosa
| N. |                    | Ruolo | Calciatore         |
| -- | ------------------ | ----- | ------------------ |
|    | Francia (bandiera) | D     | Jimmy Algerino     |
|    | Italia (bandiera)  | A     | Davide Andorno     |
|    | Italia (bandiera)  | D     | Cristiano Bacci    |
|    | Italia (bandiera)  | A     | Alessio Bifini     |
|    | Italia (bandiera)  | D     | Luca Bretti        |
|    | Italia (bandiera)  | C     | Filippo Catenacci  |
|    | Italia (bandiera)  | D     | Flavio Chiti       |
|    | Italia (bandiera)  | D     | Lussjen Corti      |
|    | Italia (bandiera)  | C     | Fiorenzo D'Ainzara |
|    | Italia (bandiera)  | C     | Diego Di Chiara    |
|    | Francia (bandiera) | D     | Nicolas Frey       |

| N. |                    | Ruolo | Calciatore             |
| -- | ------------------ | ----- | ---------------------- |
|    | Italia (bandiera)  | P     | Davide Gobbato         |
|    | Italia (bandiera)  | P     | Andrea Vergani         |
|    | Italia (bandiera)  | D     | Alessandro Livi        |
|    | Italia (bandiera)  | D     | Cristian Maggioni      |
|    | Italia (bandiera)  | P     | Enrico Maria Malatesta |
|    | Italia (bandiera)  | A     | Omar Nordi             |
|    | Italia (bandiera)  | C     | Stefano Sala           |
|    | Italia (bandiera)  | A     | Cosimo Sarli           |
|    | Italia (bandiera)  | D     | Sandro Schenone        |
|    | Albania (bandiera) | A     | Altin Shala            |
|    | Italia (bandiera)  | C     | Diuk Ronny Toma        |

## Risultati

### Serie C2 (girone A)

#### Girone d'andata
| Arbitro: | Russo (Nola) |

|  |           |                |
|  | Marcatori | 8’ Facchinetti |

| Monza 19 settembre 2004 2ª giornata | Monza              | 0 – 0 | Legnano | Stadio Brianteo\| Arbitro: \| Fugante (Macerata) \| |
| Arbitro:                            | Fugante (Macerata) |       |         |                                                     |

| Arbitro: | Cavarretta (Trapani) |

|           |           |          |
| Nordi 25’ | Marcatori | 43’ Rota |

| Arbitro: | Iannello (Genova) |

|            |           |  |
| Lauria 35’ | Marcatori |  |

| Arbitro: | Candussio (Cervignano del Friuli) |

|                  |           |  |
| Sarli 25’ (rig.) | Marcatori |  |

| Belluno 17 ottobre 2004 6ª giornata | Belluno      | 0 – 0 | Legnano | Stadio Polisportivo\| Arbitro: \| Meli (Parma) \| |
| Arbitro:                            | Meli (Parma) |       |         |                                                   |

| Arbitro: | Tasso (La Spezia) |

|                          |           |  |
| Sarli 22’, 83’ Nordi 27’ | Marcatori |  |

| Arbitro: | Passeri (Gubbio) |

|  |           |                       |
|  | Marcatori | 32’ Chiti 90+2’ Nordi |

| Arbitro: | Zega (Fermo) |

|  |           |                    |
|  | Marcatori | 54’ Chiti 76’ Livi |

| Arbitro: | Dattrino (Torino) |

|           |           |                         |
| Shala 78’ | Marcatori | 46’ Iannolo 88’ Pelatti |

| Arbitro: | Italiani (L'Aquila) |

|           |           |                     |
| Abate 73’ | Marcatori | 75’ Shala 86’ Nordi |

| Arbitro: | Pecorelli (Arezzo) |

|             |           |  |
| Zanardo 28’ | Marcatori |  |

| Legnano 5 dicembre 2004 13ª giornata | Legnano          | 0 – 0 | Palazzolo | Stadio Giovanni Mari\| Arbitro: \| Passeri (Gubbio) \| |
| Arbitro:                             | Passeri (Gubbio) |       |           |                                                        |

| Arbitro: | Didato (Agrigento) |

|  |           |           |
|  | Marcatori | 82’ Chiti |

| Arbitro: | Ballo (Trapani) |

|            |           |           |
| Bifini 50’ | Marcatori | 90’ Falco |

| Arbitro: | Musolino (Catania) |

|              |           |                      |
| Sforzini 48’ | Marcatori | 24’ Bifini 79’ Sarli |

| Legnano 6 gennaio 2005 17ª giornata | Legnano            | 0 – 0 | Casale | Stadio Giovanni Mari\| Arbitro: \| Morabito (Messina) \| |
| Arbitro:                            | Morabito (Messina) |       |        |                                                          |

#### Girone di ritorno
| Arbitro: | Brunialti (Trento) |

|            |           |                      |
| Chiaria 3’ | Marcatori | 18’ Bretti 53’ Sarli |

| Arbitro: | Fiori (Perugia) |

|               |           |                       |
| D'Ainzara 47’ | Marcatori | 36’ (rig.) G. Ferrari |

| Arbitro: | Giglioni (Siena) |

|               |           |               |
| Sansovini 45’ | Marcatori | 90+1’ Andorno |

| Arbitro: | Vuoto (Livorno) |

|           |           |                          |
| Nordi 48’ | Marcatori | 65’ Roncarati 85’ Foglia |

| Arbitro: | Marzaloni (Rimini) |

|              |           |  |
| Balacchi 13’ | Marcatori |  |

| Arbitro: | Valeri (Roma) |

|                          |           |                       |
| Bretti 13’ D'Ainzara 45’ | Marcatori | 39’ Chicco 72’ Lonzar |

| Arbitro: | Burdin (Cormons) |

|  |           |          |
|  | Marcatori | 11’ Frey |

| Arbitro: | Stallone (Foggia) |

|  |           |                         |
|  | Marcatori | 16’ Fabris 88’ Balducci |

| Arbitro: | Branciforte (Nuoro) |

|           |           |                            |
| Nordi 60’ | Marcatori | 41’ Calvi 57’, 85’ Omolade |

| Sanremo 20 marzo 2005 27ª giornata | Sanremese        | 0 – 0 | Legnano | Stadio Comunale\| Arbitro: \| Iannone (Napoli) \| |
| Arbitro:                           | Iannone (Napoli) |       |         |                                                   |

| Arbitro: | Cavarretta (Trapani) |

|           |           |  |
| Nordi 32’ | Marcatori |  |

| Arbitro: | Caristia (Siracusa) |

|  |           |                          |
|  | Marcatori | 71’, 73’ Gay 76’ Coralli |

| Arbitro: | Ciancaleoni (Foligno) |

|                            |           |  |
| Barbieri 53’ Lancini 90+1’ | Marcatori |  |

| Arbitro: | Benedetti (Viterbo) |

|  |           |               |
|  | Marcatori | 90+4’ Volpato |

| Olbia 1º maggio 2005 32ª giornata | Olbia           | 0 – 0 | Legnano | Stadio Bruno Nespoli\| Arbitro: \| Manna (Isernia) \| |
| Arbitro:                          | Manna (Isernia) |       |         |                                                       |

| Arbitro: | Didato (Agrigento) |

|                                                |           |                                  |
| D'Ainzara 42’ Andorno 49’ Livi 79’ Nordi 90+1’ | Marcatori | 12’ (rig.) Andreini 81’ Vianello |

| Arbitro: | Burdin (Cormons) |

|  |           |           |
|  | Marcatori | 21’ Nordi |

### Coppa Italia Serie C (girone B)
| Arbitro: | Gallione (Alessandria) |

|           |           |                       |
| Sarli 62’ | Marcatori | 38’ Ruffini 52’ Salvi |

| Vercelli 5 settembre 2004 2ª giornata | Pro Vercelli | 1 – 1 | Legnano |  |
| \| \| \| \| \| \| Marcatori \| . \|   |              |       |         |  |
|                                       |              |       |         |  |
|                                       | Marcatori    | .     |         |  |

| 22 agosto 2004 3ª giornata |  | – Turno di riposo |  |  |

| Arbitro: | Corletto (Castelfranco Veneto) |

|                  |           |  |
| Sarli 51’ (rig.) | Marcatori |  |

| Novara 29 agosto 2003 5ª giornata   | Novara    | 1 – 1 | Legnano |  |
| \| \| \| \| \| \| Marcatori \| . \| |           |       |         |  |
|                                     |           |       |         |  |
|                                     | Marcatori | .     |         |  |

## Statistiche

### Statistiche di squadra
| Competizione         | Punti | Totale | Totale | Totale | Totale | Totale | Totale | DR |
| Competizione         | Punti | G      | V      | N      | P      | Gf     | Gs     | DR |
| -------------------- | ----- | ------ | ------ | ------ | ------ | ------ | ------ | -- |
| Serie C2             | 50    | 34     | 13     | 11     | 10     | 32     | 39     | -7 |
| Coppa Italia Serie C | 5     | 4      | 1      | 2      | 1      | 4      | 4      | 0  |

### Statistiche dei giocatori
| Giocatore      | Serie C2 | Serie C2 |
| Giocatore      | Presenze | Reti     |
| -------------- | -------- | -------- |
| D. Andorno     | 24       | 2        |
| C. Bacci       | 19       | 0        |
| A. Bifini      | 28       | 2        |
| L. Bretti      | 28       | 2        |
| F. Catenacci   | 4        | 0        |
| F. Chiti       | 21       | 3        |
| F. D'Ainzara   | 26       | 3        |
| D. Di Chiara   | 27       | 0        |
| N. Frey        | 28       | 1        |
| D. Gobbato     | 4        | 0        |
| A. Livi        | 19       | 2        |
| C. Maggioni    | 27       | 0        |
| E.M. Malatesta | 32       | 0        |
| O. Nordi       | 33       | 9        |
| S. Sala        | 14       | 1        |
| C. Sarli       | 25       | 5        |
| S. Schenone    | 25       | 0        |
| A. Shala       | 30       | 1        |
| D.R. Toma      | 18       | 0        |
| A. Vergani     | 2        | 0        |
| D. Zanardo     | 20       | 1        |